# Emma (telefilme)
Emma é um telefilme britânico de 1996, baseado no romance homônimo de Jane Austen. A história foi adaptada para o canal de televisão ITV, dirigida por Diarmuid Lawrence e escrita por Andrew Davies no mesmo ano do lançamento de Emma, adaptação da Miramax para o cinema protagonizada por Gwyneth Paltrow. Esta produção do clássico de Jane Austen conta com Kate Beckinsale interpretando a personagem-título, Samantha Morton como Harriet Smith e Mark Strong como George Knightley.
Andrew Davies já havia adaptado outra obra de Austen para a BBC — Pride and Prejudice — quando ele propôs adaptar Emma para o canal. No entanto, a BBC já havia feito tal acordo com outro roteirista, o que fez Davies procurar a ITV para realizar o projeto. O filme foi exibido na ITV em 24 de novembro de 1996 e atraiu cerca de doze milhões de espectadores.

## Elenco
- Kate Beckinsale como Emma Woodhouse
- Samantha Morton como Harriet Smith
- Mark Strong como George Knightley
- Olivia Williams como Jane Fairfax
- James Hazeldine como Sr. Weston
- Samantha Bond como Srta. Taylor/Sra. Weston
- Raymond Coulthard como Frank Churchill
- Dominic Rowan como Sr. Elton
- Lucy Robinson como Sra. Elton
- Prunella Scales como Srta. Bates
- Sylvia Barter como Sra. Bates
- Guy Henry como Sr. Knightley
- Dido Miles como Isabella Knightley
- Alistair Petrie como Robert Martin

## Produção
Andrew Davies foi o responsável por adaptar a obra homônima de Jane Austen, de 1815, para a televisão. Anteriormente, Davis trabalhara no roteiro da bem-sucedida adaptação de Pride and Prejudice (1995) da BBC, com Jennifer Ehle e Colin Firth. Davies se ofereceu para adaptar Emma para a BBC, mas o canal já havia contratado Sandy Welch como roteirista. Michael Wearing, chefe de dramaturgia da BBC, disse "Foi uma situação muito, muito complicada. Eu já havia contratado Sandy Welch, um dos nossos roteiristas da BBC, para escrever Emma. Estávamos em uma situação realmente difícil." Em resposta, Davies e sua equipe fizeram uma oferta bem-sucedida para a emissora rival, a ITV. Toda a equipe de produção que havia trabalhado com Davies na adaptação de Pride and Prejudice juntou-se a ele na produção de Emma. Foi a segunda vez que o roteirista adaptou um romance de Jane Austen.
A produção custou cerca de 2,5 milhões de libras e foi gravada no verão de 1996.

## Lançamento
Emma foi transmitido em 24 de novembro de 1996 pela ITV, atraindo cerca de doze milhões de espectadores. O telefilme também foi transmitido nos Estados Unidos pelo canal A&E em 16 de fevereiro de 1997. Foi lançado em DVD em 1999.
O filme foi transmitido novamente na ITV em 2007 no especial The Jane Austen Season e em 23 de março de 2008 em um especial do canal PBS. Emma também foi transmitido em 27 de dezembro de 2008, em um especial natalino da BBC One.

## Prêmios e indicações
| Prêmio                                           | Categoria                                                               | Indicado                                                                                        | Resultado |
| ------------------------------------------------ | ----------------------------------------------------------------------- | ----------------------------------------------------------------------------------------------- | --------- |
| British Academy Television Awards                | Melhor cabelo ou maquiagem                                              | Mary Hillman                                                                                    | Indicado  |
| Festival Internacional de Televisão de Barcelona | Melhor minissérie de ficção                                             | Emma                                                                                            | Venceu    |
| Prêmios Emmy do Primetime                        | Melhor Direção de arte numa minissérie, telefilme ou especial dramático | Don Taylor (produção de arte), Jo Graysmark (direção de arte), John Bush (decoração de cenário) | Venceu    |
| Prêmios Emmy do Primetime                        | Melhor figurino para uma minissérie, telefilme ou especial dramático    | Jenny Beavan                                                                                    | Venceu    |